# Carl Anton Larsen
Carl Anton Larsen (7 d'agost de 1860 – 8 de desembre de 1924) va ser un explorador noruec de l'Antàrtida que entre altres contribucions trobà fòssils pels quals rebé un premi de la Royal Geographical Society. El desembre de 1893 va esdevenir la primera persona a esquiar a l'Antàrtida en la capa de gel que rep el seu cognom, Larsen. Larsen és considerat el fundador de la indústria balenera de l'Antàrtida i de l'assentament del Grytviken a la Geòrgia del Sud. El 1910, després d'alguns anys de residir a la Geòrgia del Sud es nacionalitzà britànic.

## Biografia
Carl Anton Larsen nasqué a Østre Halsen, Tjolling, fill del capità marí Ole Christian Larsen i d'Ellen Andrea Larsen (de nom de soltera Thorsen). La seva família es traslladà aviat a Sandefjord, centre de la indústria balenera noruega on Carl Anton practicà des d'infant la pesca. Aviat aprengué anglès i castellà.
La primera expedició seva a l'Antàrtida tingué lloc en el vaixell Jason de 1892 a 1894 amb diversos descobriments de territoris com la capa de gel Larsen, la Costa Foyn en la Terra de Graham i la terra del Rei Ocar II i l'illa Roberston. Es trobava també a bord en el viatge de Fridtjof Nansen a Groenlàndia de la travessera d'oest a est de 1888.
Durant l'expedició sueca de 1901-04. a part de la seva tripulació hivernà durant dos mesos a l'illa Snow Hill, i ell i la seva tripulació passaren l'hivern de 1903 a l'illa Paulet alimentant-se de pingüins i foques fins a ser rescatats per la corbeta argentina Uruguay.

## Larsen i Geòrgia del Sud

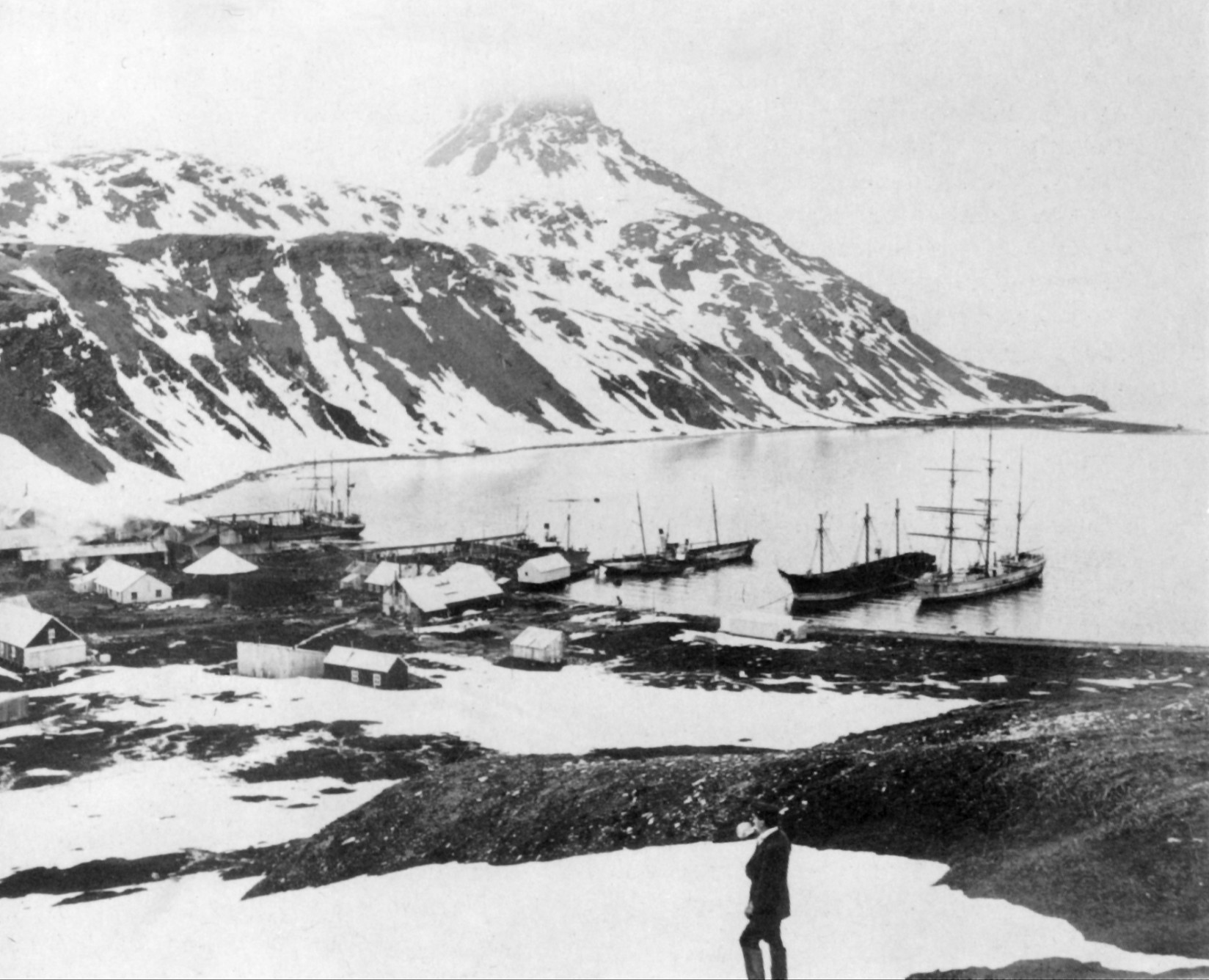
Grytviken el 1914

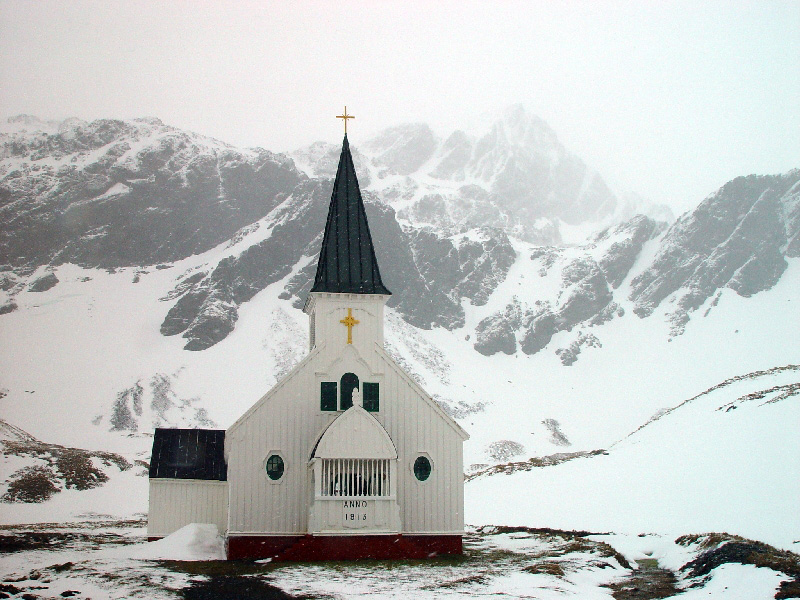
Església luterana noruega de Grytviken (bastida el 1913)

El 1904 Larsen s'assentà a l'illa britànica de Geòrgia del Sud en l'Antàrtida renovant-ne la indústria balenera a Grytviken. Amb Argentina, Noruega i el Regne Unit fundà la Compañía Argentina de Pesca que en pocs anys passà a produir el 70% de l'oli de balena del Món.
Larsen, fundà l'estació meteorològica de Grytviken amb dades des de 1905 i introduí rens a Geòrgia del Sud.
Una església luterana noruega va ser prefabricada a Noruega i instal·lada a Grytviken l'any 1913. Va ser en aquest edifici, l'any 1922, on es van fer els funerals de l'explorador Ernest Shackleton abans d'enterrar-lo a Grytviken en el mateix cementiri de l'església.

### Llibres
- Antarctica, great stories from the frozen continent.  Australia: Reader's Digest, 1985. ISBN 0949819646.

- Alberts, Fred G.. Geographic Names of the Antarctic.  Washington: U.S. National Science Foundation, 1980.

- Alexander, Caroline; Hurley, Frank. Endurance.  Londres: Bloomsbury, 1998. ISBN 9780747541233.

- Child, Jack. Antarctica and South American Geopolitics: Frozen Lebensraum.  Nova York: Praeger Publishers, 1988. ISBN 9780275928865.

- Mills, William James. Exploring Polar Frontiers A Historical Encyclopedia.  London: ABC-CLIO Publishing, 2003. ISBN 1-57607-422-6.

- Rabassa, Jorge; Borla, Maria Laura. Antarctic Peninsula & Tierra del Fuego.  London, New York: Taylor and Francis, 2006. ISBN 9780415413794.

- Risting, Sigurd. Kaptein C. A. Larsen (en norwegian).  Oslo: Cappelen Akademiske forlag, 1929.

- Riffenburgh, Beau. Encyclopedia of the Antarctic. Vol. 1.  Londres: Taylor and Francis, 2006. ISBN 0415970245.

- Rubin, Jeff. Antarctica.  Lonely Planet Publications, 2008. ISBN 1741045495.

- Rubin, Jeff. Antarctica: a Lonely Planet Travel Survival Kit.  Oakland, CA.: Lonely Planet Publications, 1996. ISBN 0864424159.

- Stewart, Andrew. Antarctica: An Encyclopedia. 2 vol. set.  Londres: McFarland and Co, 1990. ISBN 0899504701.

- Villiers, Alan. Pioneers of the Seven Seas.  Londres: Routledge & Paul, 1956.